# Hov (îles Féroé)
Pour les articles homonymes, voir Hov.
La commune d'Hov est une commune et une ville des îles Féroé se situant sur la partie orientale de l'île de Suðuroy.

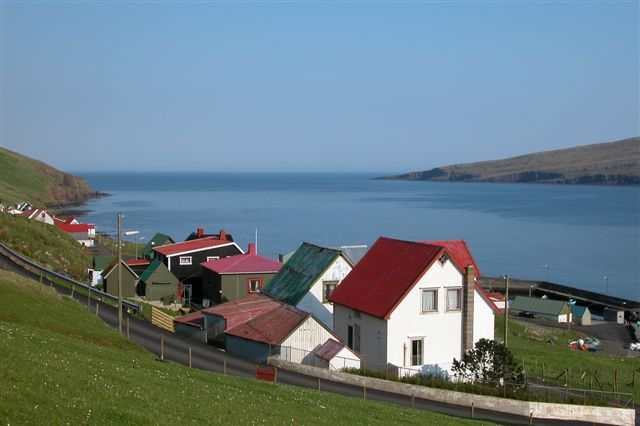
Hov, vue vers l'est